# Марино, Хулия
Не путать с американской сноубордисткой Марино, Джулия
Хулия (Джулия) Марино (исп. Julia Marino, род. 14 апреля 1992 года) — парагвайская фристайлистка, выступавшая в хафпайпе, слоупстайле и ски-кроссе.
Хулия родилась в Парагвае, но в возрасте 6 месяцев она была удочерена американской семьёй.
До 2012 года выступала и в хафпайпе, и в слоупстайле, но затем переключилась только на слоупстайл. Заметного успеха добилась в сезоне 2012/13, когда на этапе Кубка мира в испанской Сьерре-Неваде, выступая под флагом США, заняла второе место.
В 2013 году Марино  решила сменить спортивное гражданство и стала выступать за Парагвай.
В Сочи 7 февраля во время Церемонии открытия зимних Олимпийских игр 2014 Хулия Марино пронесла знамя Парагвая на параде наций.
Как парагвайская спортсменка Хулия Марино вошла в число участников олимпийских соревнований по фристайлу и стала первой из граждан Парагвая на зимних Олимпиадах. В квалификации слоупстайла Марино заняла 17-е место и не сумела войти в число 12 финалисток.
После Олимпийских игр 2014 года пропустила два сезона. В сезоне 2016/17 выступала только в ски-кроссе, но ни разу не выходила на старт Кубка мира. На зимней Универсиаде 2017 года в Алма-Ате заняла девятое место в ски-кроссе.